# Noël Vidot
Pour les articles homonymes, voir Vidot.
Noël Vidot, né le 15 décembre 1962 à Saint Denis (La Réunion), est un joueur, entraîneur et dirigeant de football réunionnais.

## Biographie
Noël Vidot commence sa formation à l'AS Poussins, à La Réunion. En avril 1979, il dispute la Coupe nationale des cadets à Vichy, avec la Ligue de La Réunion. Il intègre ensuite l'INF Vichy, dans la même promotion que Frédéric Antonetti et Alain Casanova, puis rejoint Le Havre AC en 1982, sous contrat stagiaire.
En 1992, après trois saisons et une centaine de matches sous les couleurs du Stade lavallois, les responsables lavallois décident de s'en séparer afin d'alléger la masse salariale du club. Il signe alors au Mans UC 72. En 1994 il est admis au BEES 2e degré spécifique football, nécessaire pour obtenir le diplôme d'entraîneur de football (DEF).
Après avoir entraîné l'AS Marsouins sur l'île de la Réunion, il est élu président de la Ligue réunionnaise de football, le 4 octobre 2015. Il succède à Yves Ethève et reste en poste jusqu'en 2017.
Il est le frère aîné de Jacky Vidot.

## Carrière

### Joueur
- 1979-1982 :  Formation professionnelle à l'INF Vichy
- 1982-1987 :  Le Havre AC
- 1987-1989 :  Nîmes Olympique
- 1989-1992 :  Stade lavallois
- 1992-1993 :  Le Mans Union Club 72

### Entraîneur
- 1994-1996 : Club Sportif Saint-Denis
- 1997-1998 : US Cambuston
- 2003 :  AS Chaudron (La Réunion)
- 2003-2004 :  AS Chaudron (La Réunion)
- 2007 :  Saint-Denis FC (La Réunion)
- 2007 :  Équipe de La Réunion
- 2010 :  AS Marsouins (La Réunion)

## Palmarès

### Joueur
- Champion de France de D2 en 1985 avec Le Havre AC
- Médaillé d'argent aux Jeux méditerranéens de 1987 avec l'Équipe de France de football amateur
- 1 sélection en équipe de France Olympique
- Champion de la Réunion comme entraîneur-joueur en 1995.

### Entraîneur
- Vainqueur des Jeux des îles de l'océan Indien 2007 avec l'équipe de La Réunion[3].
- 1994 : avec le club CSSD-entraîneur-joueur-Demi-finale de la coupe CAF contre les Nigérians de Bendel Insurance
- Vainqueur de la Coupe D.O.M. en 1996.